# Kuzinellus affinis
Kuzinellus affinis är en spindeldjursart som först beskrevs av Parvez och Mohammad Nazeer Chaudhri 1996.  Kuzinellus affinis ingår i släktet Kuzinellus och familjen Phytoseiidae. Inga underarter finns listade i Catalogue of Life.